# پشیزوف
پشیزوف (به لاتین: Pshizov) یک منطقهٔ مسکونی در روسیه است که در آدیغیه واقع شده‌است.